# Борис Кройт
Борис Кройт (3 червня 1897, Одеса, Російська імперія — 15 листопада 1969, Нью-Йорк, США) — класичний скрипаль, альтист Будапештського струнного квартету з 1936 року до його розпуску у 1967 році. Народився в єврейсько-українській родині в Одесі, але провів ранні роки та зайнявся кар'єрою в Німеччині, його називали обдарованим скрипалем. Від початку Другої світової війни до своєї смерті у віці 72 років жив у США і став натуралізованим громадянином США у 1944 році.

## Ранні роки
Народився в Одесі в родині Осипа Кройта та його другої дружини австрійки Сесилії. Батько продавав тютюн, народився в Росії поблизу кордону з Австро-Угорською імперією. Кройт мав старшу сестру Берту (нар. 1893) і молодшого брата Мирона (нар 1902). Сімейна квартира в єврейському гетто Одеси була місцем зустрічі молодих радикалів, зокрема Льва Троцького й інших членів родини Бронштейнів, які були двоюрідними братами та сестрами батька Кройта. Кройти здали одну зі своїх кімнат студенту мистецького факультету, який також був скрипалем-любителем. Чотирирічний Борис слухав його і намагався підспівувати під його гру. Захоплений музикальними здібностями дитини, він зробив для нього скрипку з картону, а згодом купив Кройту першу справжню скрипку і переконав свого друга скрипаля давати дитині належні уроки.
Мати Кройта спочатку була проти того, щоб син став музикантом, але скрипаль-віртуоз Олександр Фідельман, який чув, як Борис виконував Гайдна з двома іншими дітьми, переконав її й вона зрештою поступилася і записала сина до Імператорського музичного коледжу Одеси. Його вчителем там був брат Фідельмана Макс. Кройт вперше виступив на концерті у дев'ять років у супроводі Макса Фідельмана на фортепіано. У десять років мати Кройта вирішила відправити його до Берліна вчитися в консерваторії Штерна під керівництвом Олександра Фідельмана, який запропонував оплатити його проїзд до Берліна та витрати на проживання. Перед від'їздом з Одеси Кройт дав концерт, щоб зібрати кошти на навчання в Берліні. Концерт відвідала тисяча людей і вдалося зібрати 1400 рублів.
У Берліні Фідельман переконав банкіра Франца фон Мендельсона (родича композитора Фелікса Мендельсона) надати Кройту стипендію та фінансувати оренду залів й оркестрів для його майбутніх концертів. Мендельсон також подарував Кройту скрипку роботи Лоренцо Сторіоні. 1910 року Кройт повернувся до Одеси для своєї бар-міцви та виступу на Одеській фабричній, промисловій та художній виставці. Це був останній раз, коли він побував у рідному місті. Кройт жив у берлінських пансіонах до 1912 року, того ж року до Берліна приїхала його мати та молодший брат Мирон (студент-піаніст). Батько і сестра приєдналися до них 1913 року. Того ж року Кройт закінчив консерваторію із золотою медаллю Гюстава Голландера.

## Музична кар'єра та шлюб
Після закінчення консерваторії Стерна Кройт почав міжнародну концертну кар'єру скрипаля, граючи в сольних концертах і скрипкових концертах, а також зі струнними квартетами. Він грав як соліст на скрипці під керівництвом диригентів Ріхарда Штрауса й Еріха Кляйбера та в камерних ансамблях з віолончелістом Пабло Касальсом і піаністом Артуром Шнабелем й Артуром Рубінштейном. 1921 року заснував власний струнний квартет, а з 1927 року також грав у оригінальному квартеті Гварнері протягом семи років як альтист. Він опанував альт ще підлітком за три дні, коли Олександр Фідельман, який на той час мав власний струнний квартет, наполіг, щоб Кройт замінив альтиста квартету, який захворів. 1924 року Кройт зіграв у першому після Першої світової війни виконанні «Місячного П'єро» Шенберга в ансамблі, до якого входили Шнабель, віолончеліст Григорій П'ятигорський і сопрано Марія Гутхайль-Шодер. З початком виступу зчинився гучний переполох зі свистом і вереском антимодерністів. Музичний теоретик Фріц-Фрідолін Віндіш вискочив на сцену з вигуками і його довелося силою усунути. У цей момент Шнабель, Кройт і П'ятигорський почали грати циркову польку. Глядачі розреготалися, після чого вистава продовжилася без перерви. Щоб доповнити свій мізерний заробіток класичного музиканта, Кройт також виконував джаз у кафе «Ruscho» та «Tariffa» у Берліні та керував невеликим оркестром, який виконував і записував музику танго й оперети. Не бажаючи асоціювати своє ім'я з оркестром, він з'явився з ними як Тіно Валеріо.
1932 року Кройт одружився з дочкою багатого єврейського архітектора Софі (Сонею) Блумін, яка народилася в Литві у 1908 році. Сім'я оселилася в Москві, але під час більшовицької революції втекла до Німеччини. За освітою вона була артисткою балету, а також вивчала право в Берлінському університеті. Наступного року народилася їхня єдина дочка Янна. Життя єврейських музикантів під нацистською Німеччиною ставало дедалі важчим. У самій Німеччині Кройт міг грати лише для єврейських організацій, і йому потрібно було зосередитися на іноземних зобов'язаннях, щоб утримувати свою сім'ю. У травні 1936 року він прийняв пропозицію грати в оркестрі в Тель-Авіві, який створювали Вільям Штайнберг і Броніслав Губерман. Однак пізніше того ж місяця його давній друг Йозеф Ройсман (1900—1974), перша скрипка Будапештського струнного квартету, попросив його замінити їхнього альтиста Іштвана Іполі, який залишив квартет. Не бажаючи перевозити свою молоду родину до Палестини та невизначеного майбутнього та бачачи перспективу міжнародних концертів, на які квартет уклав контракти, Кройт прийняв пропозицію Ройсмана. Він відіграв свій перший концерт із квартетом 31 серпня 1936 року в Норвегії та залишався їхнім альтистом до розпуску ансамблю у 1967 році.
Будапештський струнний квартет виступав у США, коли в Європі почалася Друга світова війна. Вони прийняли пропозицію Бібліотеки Конгресу стати там резидентом, граючи на струнних інструментах Страдіварі з колекції бібліотеки під час щорічної серії з 20 концертів в авдиторії Елізабет Спрег Кулідж. Сім'я Кройтів оселилася в будинку на північному заході Вашингтона, округ Колумбія, де вони стали знані своїми вечірками, в яких брали участь видатні музиканти та політичні діячі. 1944 року Кройт, його дружина і донька стали натуралізованими громадянами США та прожили у США решту життя.
Кройт грав на власному альті Deconet. Під час перебування квартету у США Бібліотека Конгресу надала всім учасникам інструменти Страдіварі.

## Пізні роки
До 1964 року діяльність Будапештського струнного квартету почала згортатися. Кройт все частіше виступав сольно на альті або з іншими ансамблями. 1964 року приєднався до музичної школи та фестивалю Мальборо, де тренував новий квартет Гварнері. Назву запропонував Кройт, який грав в однойменному квартеті до того, як приєднався до Будапештського квартету. Молодий піаніст Мюррей Перая, з яким він познайомився там, став його протеже. Кройт описав його як свого «музичного хрещеника». Інший випускник Мальборо, скрипаль Хайме Ларедо, описав Кройта як одного з найбільших музичних впливів у його житті. Кройт також викладав студентські струнні квартети в Університеті Баффало, де проживав Будапештський квартет. Останніми виступами квартету як ансамблю були три концерти в Баффало у лютому 1967 року.

Музичний критик Майкл Штайнберг згадав торішню зустріч з Кройтом у Баффало:
Це був вечір, який завершився тим, що Кройти відвезли нас до нашого готелю в неймовірно чудовому автомобілі, розміром з моторний катер, оздобленому насиченим блакитним кольором, жаскому тихому та символом стилю життя, який я не асоціював із камерною музикою. Пам'ятаю також людину рідкісної теплоти, чарівності та гумору, яка щедро, проникливо і з приємною непоштивістю відгукувалася про своїх колег у музичному світі. 
1968 року Кройту діагностували рак шлунка. Попри операцію, його стан погіршився, і йому довелося скасувати заплановане південноамериканське турне з Мюрреєм Перахією. 18 жовтня 1969 року він виступив зі струнним квінтетом Бетховена в Еліс Таллі Хол і це була його остання поява на публіці. Менш ніж за місяць він помер у французькій лікарні у Нью-Йорку. Квартет Гварнері грав на його похоронах, а за кілька днів на його концерті в Піттсбурзі Перахія присвятив сарабанду Баха пам'яті Кройта.
Після смерті Кройта дружина Софі продовжила виконувати обов'язки керівника фестивалю Мальборо до своєї смерті у 1980 році у віці 71 року.

## Сім'я
Обидва суродженця Кройта також емігрували до США і стали громадянами США. 1916 року старша сестра Берта, яка приїхала першою, працювала кравчинею в Чикаго і померла 1947 року. Молодший брат Мирон був викладачем фортепіано та концертуючим піаністом. Він часто виступав зі своєю дружиною альтисткою Клер Шефтель. Він помер у Нью-Йорку у 1984 році. Дочка Кройта Янна була телевізійним продюсером, головним чином для CBS і WNET. Її телевізійна адаптація «Лускунчика» з Михайлом Баришніковим для CBS була номінована на премію «Еммі» 1978 року. Її чоловік Натан Брандт був історичним письменником і головним редактором «American Heritage». 1993 року опублікував «Con Brio», історію Будапештського струнного квартету. Він і Янна також були співавторами книги «У тіні громадянської війни: Пасмор Вільямсон і порятунок Джейн Джонсон», опублікованої видавництвом Університету Південної Кароліни у 2007 році. Наступного року Янна Брандт загинула в автокатастрофі у віці 74 років. Їхній син Ентоні Брандт — композитор і професор композиції та теорії в Шепердській музичній школі університету Райса.